# Frank Dochnal
 Frank Dochnal  va ser un pilot de curses automobilístiques estatunidenc que va arribar a disputar curses de Fórmula 1.
Va néixer el 8 d'octubre del 1920 a Saint Louis, Missouri, EUA.

## A la F1
Frank Dochnal va debutar a la novena i penúltima cursa de la temporada 1963 (la catorzena temporada de la història) del campionat del món de la Fórmula 1, disputant el 27 d'octubre del 1963 el GP de Mèxic al circuit de Ciutat de Mèxic.
Va participar en una única prova puntuable pel campionat de la F1, no arribant a classificar-se per disputar-la i no assolí cap punt pel campionat del món de pilots.

## Resultats a la Fórmula 1
| Any  | Equip         | Xassís | Motor  | 1   | 2   | 3   | 4   | 5   | 6   | 7   | 8   | 9       | 10  | Posició | Punts |
| ---- | ------------- | ------ | ------ | --- | --- | --- | --- | --- | --- | --- | --- | ------- | --- | ------- | ----- |
| 1963 | Frank Dochnal | Cooper | Climax | MON | BEL | HOL | FRA | GBR | ALE | ITA | USA | MEX NVS | SUD | -       | 0     |

### Resum
| Curses: | Victòries: | Pòdiums: | Poles: | Voltes ràpides: | Punts: |
| ------- | ---------- | -------- | ------ | --------------- | ------ |
| 1       | 0          | 0        | 0      | 0               | 0      |